# Gocce di cioccolato
Le gocce di cioccolato o pepite di cioccolato sono piccoli pezzetti di cioccolato generalmente zuccherato, usati in cucina come ingrediente per numerosi dolci, come ad esempio biscotti, muffin e torte. Sono solitamente prodotte con la tipica forma a goccia (o lacrima) a base piatta, ma alcune varietà vengono create a forma rettangolare o quadrata.

## Storia
Le gocce di cioccolato sono state create casualmente da Ruth Graves Wakefield, proprietaria della locanda Toll House Inn di Whitman, nel 1930 quando aggiunse ad un impasto per biscotti alcune scaglie di cioccolato di una tavoletta Nestlé, creando così per la prima volta i biscotti con gocce di cioccolato. I biscotti riscontrarono talmente tanto successo da portare ad un accordo tra la Wakefield e Nestlé che consisteva nel far stampare la ricetta dei biscotti sulla confezione delle tavolette di cioccolato Nestlé in cambio di una scorta a vita di cioccolato. Nel 1939 l'azienda iniziò inoltre a produrre le gocce di cioccolato così come le conosciamo noi oggi, ossia con la classica forma a lacrima.